# Danna
Danna (arab. دنه) – nieistniejąca już arabska wieś, która była położona w Dystrykcie Beisan w Mandacie Palestyny. Wieś została wyludniona i zniszczona podczas I wojny izraelsko-arabskiej, po ataku Sił Obronnych Izraela w dniu 28 maja 1948.

## Położenie
Danna leżała w północnej części Doliny Bet Sze’an w południowo-wschodniej części Dolnej Galilei. Była położona na wysokości 100 metrów n.p.m., w odległości 13 kilometrów na północ od miasta Beisan. Według danych z 1945 do wsi należały ziemie o powierzchni 661,4 ha. We wsi mieszkało wówczas 190 osób.
| własność gruntów | powierzchnia gruntów (hektary) |
| ---------------- | ------------------------------ |
| Arabowie         | 517,7                          |
| Żydzi            | 20,6                           |
| publiczne        | 123,1                          |
| Razem            | 661,4                          |

| Rodzaj użytkowanych gruntów | Arabowie (hektary) | Żydzi (hektary) |
| --------------------------- | ------------------ | --------------- |
| uprawy nawadniane           | 1,4                | 0               |
| uprawy zbóż                 | 513,2              | 20,6            |
| nieużytki                   | 124,7              | 0               |
| zabudowane                  | 1,5                | 0               |

## Historia
W 1596 wieś Danna została włączona do Imperium Osmańskiego. W owym czasie była to maleńka osada, licząca zaledwie pięć rodzin muzułmańskich. Mieszkańcy utrzymywali się z upraw pszenicy i jęczmienia, oraz hodowli kóz i pasieki. W XIX wieku wieś znajdowała się na zboczu i była otoczona przez pola uprawne.
W okresie panowania Brytyjczyków Danna była niewielką wsią. We wsi znajdował się meczet.
Przyjęta 29 listopada 1947 Rezolucja Zgromadzenia Ogólnego ONZ nr 181 przyznała te tereny państwu żydowskiemu. Wieś Danna znalazła się na granicy terytoriów żydowskich. Podczas wojny o niepodległość, w dniu 28 maja 1948 izraelska armia rozpoczęła operację Erez, w trakcie której zajęto wieś Danna. Wysiedlono wówczas wszystkich jej mieszkańców, a we wrześniu 1948 wyburzono domy.

## Miejsce obecnie
Pola uprawne wioski są wykorzystywane przez sąsiednią wieś arabską At-Tajjiba i kibuc Gazit. Palestyński historyk Walid Chalidi, tak opisał pozostałości wioski Danna: „Wokół zwałów gruzu na terenie wioski rosną teraz krzewy, kaktusy i ciernie”.